# NGC 3541
NGC 3541 est une galaxie spirale intermédiaire située dans la constellation de la Coupe. NGC 3541 a été découverte par l'astronome allemand Wilhelm Tempel en 1878.

## Caractéristiques
La classe de luminosité de NGC 3541 est IV et elle présente une large raie HI.

### Distance
Sa vitesse par rapport au fond diffus cosmologique est de 6 644 ± 27 km/s, ce qui correspond à une distance de Hubble de 98,0 ± 6,9 Mpc (∼320 millions d'al).
À ce jour, une mesure non basée sur le décalage vers le rouge (redshift) donne une distance d'environ 83,900 Mpc (∼274 millions d'al). Cette valeur est à l'extérieur mais compatible avec les valeurs de la distance de Hubble. Notons cependant que c'est avec la valeur moyenne des mesures indépendantes, lorsqu'elles existent, que la base de données NASA/IPAC calcule le diamètre d'une galaxie et qu'en conséquence le diamètre de NGC 3541 pourrait être d'environ 43,1 kpc (∼141 000 al) si on utilisait la distance de Hubble pour le calculer.

### Brillance de surface
En raison d'une brillance de surface égale à 15,15 mag/am2, on peut qualifier NGC 3541 de galaxie à faible brillance de surface (LSB en anglais pour low surface brightness). Les galaxies LSB sont des galaxies diffuses (D) avec une brillance de surface inférieure de moins d'une magnitude à celle du ciel nocturne ambiant.